# (21212) 1994 PG39
A (21212) 1994 PG39 a Naprendszer kisbolygóövében található aszteroida. Eric Walter Elst fedezte fel 1994. augusztus 10-én.